# John of Gloucester
John of Gloucester (Gloucesteri János) (13. sz. közepe) középkori angol építész és szobrász.
1250-ben királyi építészként említik. A londoni Saint Martin-templom részére öt királyszobrot faragott. 1258 körül a Westminster-apátság vezető építőmestere volt.